# Vietnamesischer Fußballpokal 2024/25
Der Vietnamesische Fußballpokal 2024/25 war die 33. Saison eines K.-o.-Fußballwettbewerbs in Vietnam. Der Pokal wurde vom vietnamesischen Fußballverband organisiert. Er begann mit der ersten Runde am 19. Oktober 2024 und endete mit dem Finale am 29. Juni 2025. Titelverteidiger war der FC Thanh Hóa.

## Termine
| Runde         | Datum                                                                       |
| ------------- | --------------------------------------------------------------------------- |
| 1. Runde      | 19. Oktober 2024 20. Oktober 2024                                           |
| Achtelfinale  | 9. Januar 2025 11. Januar 2025 12. Januar 2025 14. Januar 2025 4. März 2025 |
| Viertelfinale | 29. März 2025 30. März 2025 22. April 2025                                  |
| Halbfinale    | 26. Juni 2025                                                               |
| Finale        | 29. Juni 2025                                                               |

## 1. Runde
| Datum            |                           | Ergebnis          |                                |
| ---------------- | ------------------------- | ----------------- | ------------------------------ |
| 19. Oktober 2024 | FC Đồng Tháp (II)         | 1:0               | CLB Đồng Nai (II)              |
| 19. Oktober 2024 | Ba Ria-Vung Tau FC (II)   | 1:0               | Huế FC (II)                    |
| 19. Oktober 2024 | Bình Phước FC (II)        | 1:0               | Ho Chi Minh City Youth FC (II) |
| 19. Oktober 2024 | Hoa Binh FC (II)          | 0:0 (10:11 i. E.) | SHB Đà Nẵng (I)                |
| 20. Oktober 2024 | Long An FC (II)           | 1:4               | Hồng Lĩnh Hà Tĩnh FC (I)       |
| 20. Oktober 2024 | Quảng Nam FC (I)          | 2:4               | Hải Phòng FC (I)               |
| 20. Oktober 2024 | Khánh Hòa FC (II)         | 2:3               | PVF-CAND (II)                  |
| 20. Oktober 2024 | Quy Nhơn Bình Định FC (I) | 2:2 (3:4 i. E.)   | Becamex Bình Dương (I)         |
| 20. Oktober 2024 | Hồ Chí Minh City FC (I)   | 0:0 (3:4 i. E.)   | Phù Đổng Ninh Bình (II)        |

## Achtelfinale
| Datum           |                         | Ergebnis        |                          |
| --------------- | ----------------------- | --------------- | ------------------------ |
| 9. Januar 2025  | Nam Dinh FC (I)         | 1:1 (4:5 i. E.) | Becamex Bình Dương (I)   |
| 11. Januar 2025 | Sông Lam Nghệ An (I)    | 1:0             | SHB Đà Nẵng (I)          |
| 11. Januar 2025 | The Cong-Viettel (I)    | 2:0             | PVF-CAND (II)            |
| 12. Januar 2025 | Ba Ria-Vung Tau FC (II) | 1:1 (2:4 i. E.) | Phù Đổng Ninh Bình (II)  |
| 12. Januar 2025 | Hoàng Anh Gia Lai (I)   | 1:1 (4:3 i. E.) | Bình Phước FC (II)       |
| 12. Januar 2025 | Hà Nội FC (I)           | 0:0 (3:4 i. E.) | FC Đồng Tháp (II)        |
| 14. Januar 2025 | Công An Hà Nội FC (I)   | 2:1             | Hồng Lĩnh Hà Tĩnh FC (I) |
| 4. März 2025    | FC Thanh Hóa (I)        | 0:1             | Hải Phòng FC (I)         |

## Viertelfinale
| Datum          |                        | Ergebnis        |                         |
| -------------- | ---------------------- | --------------- | ----------------------- |
| 29. März 2025  | Becamex Bình Dương (I) | 2:2 (5:4 i. E.) | Phù Đổng Ninh Bình (II) |
| 30. März 2025  | Sông Lam Nghệ An (I)   | 2:1             | FC Đồng Tháp (II)       |
| 30. März 2025  | The Cong-Viettel (I)   | 2:0             | Hoàng Anh Gia Lai (I)   |
| 22. April 2025 | Hải Phòng FC (I)       | 1:3             | Công An Hà Nội FC (I)   |

## Halbfinale
| Datum         |                       | Ergebnis |                        |
| ------------- | --------------------- | -------- | ---------------------- |
| 26. Juni 2025 | Sông Lam Nghệ An (I)  | 3:2      | Becamex Bình Dương (I) |
| 26. Juni 2025 | Công An Hà Nội FC (I) | 3:1      | The Cong-Viettel (I)   |

## Finale
| Datum         |                      | Ergebnis |                       |
| ------------- | -------------------- | -------- | --------------------- |
| 29. Juni 2025 | Sông Lam Nghệ An (I) | 0:5      | Công An Hà Nội FC (I) |

### Spielstatistik
| Paarung        | Sông Lam Nghệ An – Công An Hà Nội FC                                                                                 |
| Ergebnis       | 0:5 (0:3) |
| Datum          | 29. Juni 2025 um 18:00 Uhr                                                                                           |
| Stadion        | Vinh Stadium, Vinh                                                                                                   |
| Zuschauer      | 20.000 |
| Schiedsrichter | Usian Bin Jamal ( Malaysia)                                                                                          |
| Tore           | 0:1 Nguyen Quang Vinh (7.) 0:2 Alan Grafite (38.) 0:3 Léo Artur, (43.) 0:4 Alan Grafite (48.) 0:5 Alan Grafite (62.) |